# 1992年バルセロナオリンピックのスウェーデン選手団
1992年バルセロナオリンピックのスウェーデン選手団（1992ねんバルセロナオリンピックのスウェーデンせんしゅだん）は、1992年7月25日から8月9日にかけてスペインのカタルーニャ州バルセロナで開催された1992年バルセロナオリンピックのスウェーデン選手団、およびその競技結果。

## 概要
今大会は金メダル1個、銀メダル7個、銅メダル4個の合計12個のメダルを獲得した。

## メダル
| メダル | 選手名                                                                              | 競技 | 種目                   |
| ------ | ----------------------------------------------------------------------------------- | ---- | ---------------------- |
| 金     | ヤン＝オベ・ワルドナー                                                              | 卓球 | 男子シングルス         |
| 銀     | パトリック・ショーベリ                                                              | 陸上 | 男子走高跳             |
| 銀     | アンデルス・ホルメルツ                                                              | 競泳 | 男子200m自由形         |
| 銀     | クリステル・ワーリン アンデルス・ホルメルツ トミー・ワーナー ラーシュ・フレランダー | 競泳 | 男子4×200m自由形リレー |
| 銅     | アンデルス・ホルメルツ                                                              | 競泳 | 男子400m自由形         |